# Der Judas von Tirol (1933)
Der Judas von Tirol ist ein Filmdrama des Regisseurs Franz Osten aus dem Jahr 1933. Die Literaturverfilmung basiert auf der gleichnamigen literarischen Vorlage des Schriftstellers Karl Schönherr aus dem Jahr 1897. In den Hauptrollen verkörpern Fritz Rasp den Knecht Raffl und Marianne Hoppe die patriotische Magd Josefa.

## Handlung
Tirol am Anfang des 19. Jahrhunderts. Napoleon ist mit seinen Truppen einmarschiert und hält die Region besetzt. Der Anführer der Freiheitskämpfer, Andreas Hofer, hat in der Almhütte des Bauern Pfandler einen Ort gefunden, an dem er sich verstecken kann. Bauer Pfandler sorgt auch für die Verpflegung, während sein Knecht Raffl ihm dabei hilft. Raffl wäre auch gerne ein Bauer. Dass er nur ein Knecht ist, der allein den Anweisungen seines Bauern zu folgen hat und selbst keinerlei Rechte besitzt, passt ihm schon seit längerer Zeit nicht mehr.
Raffl hat nur eines im Sinn: Selbst einmal ein Bauer zu werden und somit auch das Recht zu haben, bei den Passionsspielen in die Rolle des Christus zu schlüpfen. Da ihm als Knecht dieses Recht nicht vergönnt ist, schlüpft er bei den Spielen eben in die Rolle des Judas und sieht sich somit im Recht, den Ort des Versteckes an Napoleons Truppen zu verraten. Die Magd Josefa, die von dem Verrat erfährt, eilt zu dem Versteck, um den Anführer der Freiheitsbewegung zu warnen. In unachtsamer Eile stürzt sie ab und kommt dabei ums Leben.

## Produktionsnotizen
Der von Juni bis Mitte Juli 1933 gedrehte Film feierte am 26. August 1933 seine Uraufführung in drei Münchner Kinos, die Berliner Premiere fand am 21. November 1933 im Marmorhaus statt. In den USA wurde er erstmals am 26. April 1935 gezeigt (dort unter dem Titel The Judas of Tyrol). In Österreich wurde er unter dem Titel Der ewige Verrat in den dortigen Kinos gezeigt. Karl Löb assistierte Willy Winterstein bei der Kameraführung, und Hans Jacoby war für die Filmbauten zuständig. Fritz Klotzsch war Produktionsleiter.

## Kritiken
„Während die Hauptrolle eindrucksvoll psychologisierend angelegt ist, bleibt die Zeichnung der französischen Unterdrücker flach und plakativ.“